# Дихтярук Олександр Володимирович
Олександр Володимирович Дихтярук (нар. 15 січня 2003, Жмеринка, Вінницька область, Україна) — український футболіст, центральний захисник петрівського «Інгульця».

## Життєпис
Народився в Жмеринці. Вихованець місцевої ДЮСШ, у футболці якої з 2013 по 2014 рік виступав в юнацькому чемпіонаті Вінницької області. З 2016 по 2019 рік у ДЮФЛУ виступав за «ОФКІП-Полісся» та «Дніпро». У першій половині сезону 2020/21 років виступав за львівський «Рух», у складі якого грав в юнацькому чемпіонаті Україні, а також провів 1 поєдинок у молодіжному чемпіонаті України. У другій половині сезону 2020/21 років виступав в юнацькому чемпіонаті України за «Минай». Наприкінці липня 2021 року перебрався до «Чорноморця», де також виступав в юнацькому чемпіонаті України. Вперше до заявки першої команди потрапив 27 серпня 2021 року в нічийному (2:2) домашньому поєдинку 6-го туру Прем'єр-ліги України проти «Олександрії», але просидів усі 90 хвилин на лаві запасних. Загалом 2 рази потрапляв до заявки першої команди «моряків», але в жодному з них на поле не виходив.
Наприкінці липня 2023 року став гравцем «Кременя». У футболці кременчуцького клубу дебютував 2 серпня 2023 року в програному (0:3) виїзному поєдинку 2-го раунду кубку України проти «Кудрівки». Олександр вийшов на поле в стартовому складі та відіграв увесь матч. За першу команду «Кременя» в Першій лізі України дебютував 11 серпня 2023 року в програному (0:1) домашньому поєдинку 3-го туру групи Б проти сумської «Вікторії». Дихтярук вийшов на поле на 83-й хвилині замість Артема Товкача. Єдиним голом за першу команду кременчужан відзначився 16 вересня 2024 року на 74-й хвилині програного (2:4) виїзного поєдинку 7-го туру проти «Полтави». Олександр вийшов на поле в стартовому складі та відіграв увесь матч, а на 66-й хвилині отримав жовту картку. За півтора сезон, проведені в «Кремені», зіграв 25 матчів (1 гол) у Першій лізі України та 2 поєдинки у національному кубку. Окрім цього, зіграв 19 матчів у Другій лізі України за «Кремінь-2».
У середині січня 2025 року прибув на перегляд до «Інгульця», за результатами якого на початку лютого 2025 року підписав з вище вказаним клубом контракт. Вперше до заявки петрівського клубу потрапив 22 лютого 2025 року в програному (0:1) домашньому поєдинку 18-го туру Прем'єр-ліги України проти житомирського «Полісся», але просидів на лаві запасних усі 90 хвилин. У футболці «Інгульця» дебютував 16 березня 2025 року в переможному (1:0) домашньому поєдинку 21-го туру Прем'єр-ліги України проти одеського «Чорноморця». Дихтярук вийшов на поле в стартовому складі та відіграв увесь матч.